# سید احمد حسینی (نماینده مجلس)
سیداحمد حسینی (۱۳۱۴- ارسنجان) نماینده مردم مرودشت در اولین مجلس شورای اسلامی است. او با اخذ ۱۸۷۹۵ رای برابر با ۴۷٫۱٪ آرا به مجلس راه یافت. حسینی دارای دکترای ادبیات عرب و تحصیلات حوزوی سطح بود.